# 플래닛 피트니스

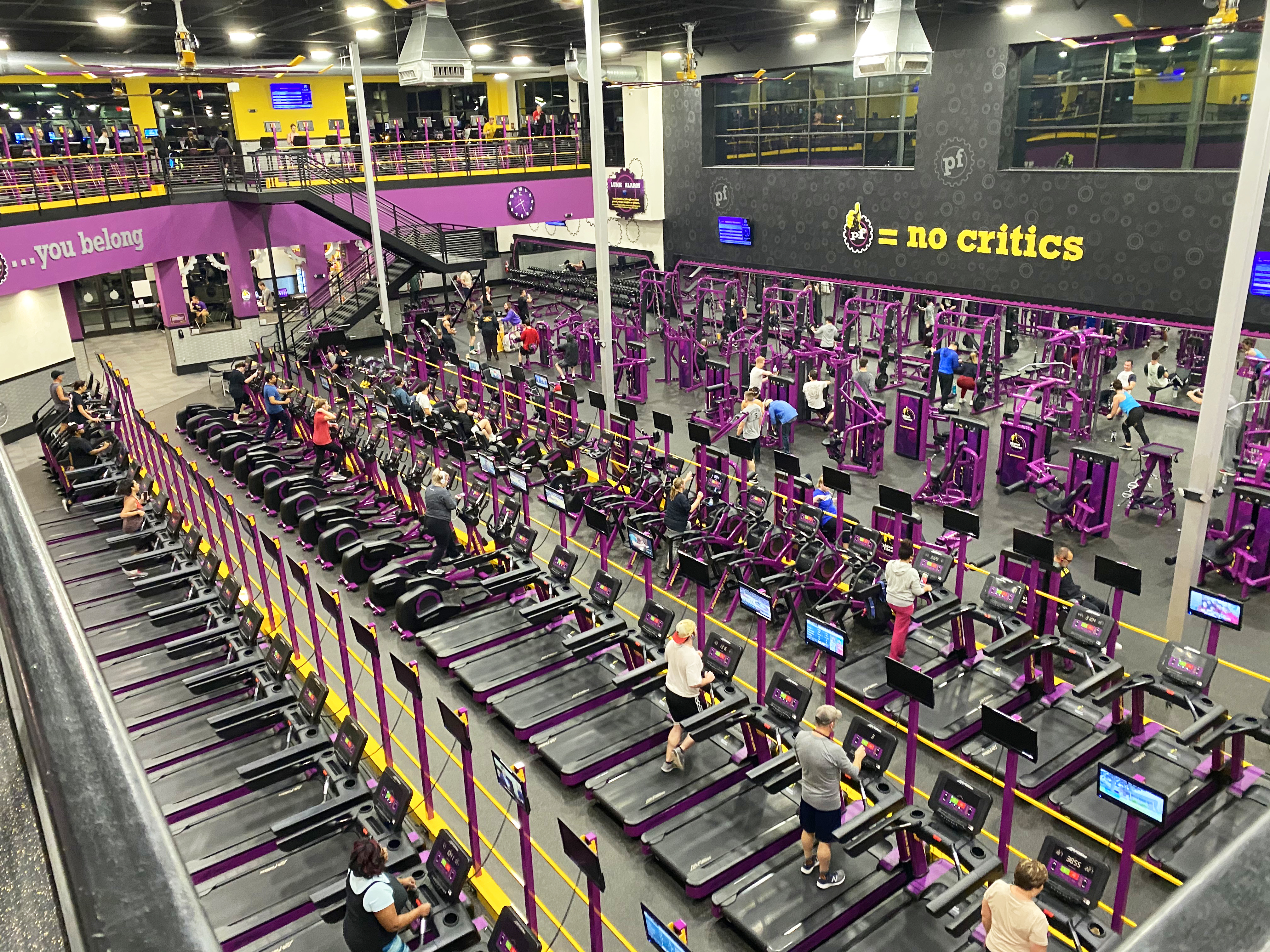
오하이오주 신시내티에 있는 플래닛 피트니스 장소

플래닛 피트니스(영어: Planet Fitness)는 미국의 헬스클럽 체인이다.